# Jevgenija Romanjoeta
Jevgenia Sergejevna Romanjoeta (Russisch: Евгения Сергеевна Романюта) (Toela, 22 januari 1988) is een wielrenner uit Rusland.
In 2011 werd Romanjoeta Europees kampioen baanwielrennen op het onderdeel puntenkoers, een jaar later behaalde ze de zilveren medaille.
In 2012 reed Romanjoeta op de Olympische Zomerspelen in Londen op het onderdeel omnium op de baan.
In 2013 reed Romanjoeta met het Russische team op de Europese kampioenschappen op het onderdeel achtervolging naar een bronzen medaille, en in 2014 naar een zilveren medaille. Ook in 2015 wist ze deze prestatie op dit onderdeel te evenaren.